# Tucana-IV-Zwerggalaxie
Die Tucana-IV-Zwerggalaxie, kurz auch Tucana IV oder Tucana 4, ist eine im Jahr 2015 entdeckte Zwerggalaxie des Typs dSph im Sternbild Tukan in der Lokalen Gruppe und eine der Satellitengalaxien der Milchstraße.

## Eigenschaften
Tuc IV dSph besitzt einen Halblichtradius von {\displaystyle r_{h}=9,1_{-1,4}^{+1,7}} ′, was bei einer Entfernung von etwa 48 kpc einer Größe von (127 ± 24) pc entspricht.

## Weiteres
- Liste der Galaxien der Lokalen Gruppe